# 二环南高架路
二环南高架路，也称为二环南路高架路、二环南路快速路，是中国山东省济南市的一条东西向城市快速路，从西向东，依次经过济南市市中区、历下区、历城区。因高架路一期部分延原二环南路架设，故名二环南高架路。全长24公里，由高架、地道、隧道和路堑多种形式组成。其中高架主线全长13.2公里，地道、隧道和路堑共长10.8公里，西起凤凰山立交，东抵港沟立交与 京沪高速顺接。扳倒井立交以西双向六车道，扳倒井立交以东双向八车道。一般路段限速90公里每小时，隧道区间内限速80公里每小时。

## 历史
原二环南路于1993年建设，为济南市南部唯一横贯东西的主干道。二环南路、英雄山路交叉口向西路段形成了一个大S弯，车速受限。在规划中，保留现有西段二环南路作为城市主干道，将新建的二环南路快速路西段向南调线，在新增一条城市交通通道的同时，将二环南路拉直，使得车辆行驶更加安全顺畅。
一期工程西段于2013年7月2日开工，西起小北山路出口，东至舜耕路出口。东段则在2014年3月18日破土，东起舜德路，西至扳倒井立交西侧。2014年11月6日，石房峪山隧道双线贯通。2015年6月11日，二环南路十六里河至搬倒井段东段高架东西主线全部浇筑完成。2015年6月12日，老虎洞山隧道实现双线掘进贯通。2015年10月27日，二环南路英雄山路以东地面道路和高架路放开交通。2015年12月6日，二环南路一期工程全线通车。
2017年10月27日，凤凰山立交与二环西高架路南延线一并通车，二环南高架路西侧起点延长至 104国道（济微公路）主线出入口。
二环南高架路东延段全长12.012公里，设中桥2座，互通立交4处，通道1处，隧道3座，桥隧控制管理所（含养护管理站）1处，采用一级公路标准，兼顾城市快速路功能。2015年8月开工。2017年7月9日，全线控制性工程——浆水泉隧道贯通。2017年12月28日，与二环东高架路南延线一并通车。建成时为全国最大规模城市公路隧道群。。其在山东高速公路网络中命名为 京沪高速公路济南连接线，编号S89，全段免费通行。但此编号未曾实际标注。按照规划，编号将适时调整为S8104（ 京沪济南连接线）。

## 沿线出入口
| 地区                                                                                         | 里程 | 类型              | 名称              | 连接                                | 说明                                                          |
| -------------------------------------------------------------------------------------------- | ---- | ----------------- | ----------------- | ----------------------------------- | ------------------------------------------------------------- |
| 济南市 市中区                                                                                |      | 枢纽 · 主线出入口 | 凤凰山立交        | 济微公路 二环西高架路               | 本线起点                                                      |
| 二环南高架路一期工程 （双向六车道）                                                          |      |                   |                   |                                     |                                                               |
| 济南市 市中区                                                                                |      | 出入口            |                   | 小北山路                            | 双向可出入                                                    |
| 济南市 市中区                                                                                |      | 隧道              | 石房峪山隧道      | 石房峪山隧道                        | 全长2062米                                                    |
| 济南市 市中区                                                                                |      | 出入口            |                   | 九曲庄路                            | 双向可出入                                                    |
| 济南市 市中区                                                                                |      | 隧道              | 老虎洞山隧道      | 老虎洞山隧道                        | 全长1551米                                                    |
| 济南市 市中区                                                                                |      | 枢纽              | 英雄山立交        | 顺河高架路                          |                                                               |
| 济南市 市中区                                                                                |      | 出入口            |                   | 舜耕路                              | 仅凤凰山方向入，港沟方向出                                    |
| 济南市 市中区                                                                                |      | 出入口            |                   | 舜德路                              | 仅港沟方向入，凤凰山方向出                                    |
| 济南市 市中区                                                                                |      | 出入口            |                   | 小姑山北路                          | 仅凤凰山方向入，港沟方向出                                    |
| 二环南高架路东延段（ 京沪高速公路济南连接线） （双向八车道）                                 |      |                   |                   |                                     |                                                               |
| 济南市 市中区                                                                                |      | 出入口            |                   | 二环东路 （山东大学兴隆山校区段）   | 仅港沟方向入，凤凰山方向出 因较大高度差，此对出入口为螺旋匝道 |
| 济南市 市中区                                                                                |      | 枢纽              | 搬倒井立交        | 二环东高架路                        |                                                               |
| 济南市 历下区                                                                                |      | 隧道              | 浆水泉隧道        | 浆水泉隧道                          | 全长3084米                                                    |
| 济南市 历下区                                                                                |      | 枢纽              | 龙鼎立交          | 龙鼎大道                            | 仅凤凰山方向入，港沟方向出 港沟方向入，凤凰山方向出匝道在建   |
| 济南市 历下区                                                                                |      | 隧道              | 龙鼎隧道          | 龙鼎隧道                            | 全长2182米                                                    |
| 济南市 历城区                                                                                |      | 枢纽              | 凤凰立交          | 凤凰路高架路 凤凰路隧道 车脚山村    |                                                               |
| 济南市 历城区                                                                                |      | 隧道              | 港沟隧道          | 港沟隧道                            | 全长1091米                                                    |
| 济南市 历城区                                                                                |      | 枢纽 · 主线出入口 | 港九立交 港沟立交 | 济南绕城高速 京沪高速 港九路 滩九线 | 本线终点 顺接 京沪高速                                        |
| 1.000 英里 = 1.609 千米；1.000 千米 = 0.621 英里 并行路段 • 已关闭／取消 • 限制进入 • 未开放 |      |                   |                   |                                     |                                                               |